# Alain Sarde
Alain Sarde (Boulogne-Billancourt, 28 de marzo de 1952) es un productor cinematográfico y actor francés.
Ha producido más doscientas películas, con directores como Jean-Luc Godard, Bertrand Tavernier, Claude Sautet, Roman Polanski, Nicole Garcia, Alain Corneau, Philippe Garrel, Arnaud Desplechin, Mike Leigh, Emir Kusturica o David Lynch.
Una de sus películas, Mulholland Drive recibió el premio a la mejor película del Online Film Critics Society. El pianista estuvo nominada al Óscar a la mejor película y ganó el premio BAFTA a la mejor película. Paramount Pictures, por su parte, está realizando un remake de su película Confidencias muy íntimas.
Es hermano del compositor Philippe Sarde e hijo de la mezzo-soprano Andrée Gabriel (Saada) de la Ópera de París. En la actualidad se encuentra a cargo de la productora Les Films Alain Sarde,que lo convierten en independiente.

## Obra como productor
- La Venus de las pieles
- Speak to Me of Love
- Los juncos salvajes
- Belphégor - El fantasma del Louvre
- El pianista
- Oliver Twist
- Filles uniques
- Prénom Carmen
- Ponette
- La vida es un milagro
- L'Appât
- Mixed Blood
- Nelly et Monsieur Arnaud
- Gotas de agua sobre piedras calientes
- Place Vendôme
- Barocco
- Alice y Martin
- Les Enfants du Siècle
- Décalage Horaire
- Notre musique
- Chaos
- Mulholland Drive
- Confidencias muy íntimas
- Touche pas à la femme blanche !
- La Belle Verte

## Premios y nominaciones
Premios Óscar
| Año  | Categoría      | Trabajo nominado | Resultado |
| ---- | -------------- | ---------------- | --------- |
| 2003 | Mejor película | El pianista      | Candidato |